# 羅素·厄爾·馬克
羅素·厄爾·馬克（1902年3月12日—1995年3月3日）是一個美國化學家，他在乙基公司工作時發明了辛烷值。在他後期的職業生涯中，他在墨西哥建立了類固醇行業並成功把一種墨西哥紅薯裡的化學物質轉化成孕酮，這種工業轉換程式現在被成為馬克降解。這項發明最終導致了複合口服避孕藥以及合成可的松的發展。

## 人物生平
羅素·馬克出生於美國馬里蘭州黑格斯敦。他分別於1923年和1924年從馬里蘭大學獲得物理化學的學士學位和碩士學位。
1926年馬克和米爾德麗德·柯林斯（英語：Mildred Collins，1899-1985）成婚，並在馬里蘭州印第安黑德的海軍火藥工廠擔任化學分析師。而後他轉到乙基公司工作，併發明瞭辛烷值。
1944年3月，馬克在墨西哥創立了Syntex公司，1945年5月他離開了Syntex，又創立了另一家公司Botanica-Mex，但他於1949年離開了Botanica-Mex。馬克逝世於1995年3月3日。

## 個人榮譽
- 1969年獲得墨西哥化學學會（英語：Mexican Chemical Society）的獎項
- 1975年獲得北美洲化學大會（英語：Chemical Congress of North America）的獎項
- 為了紀念馬克，賓州州立大學每年都舉行天文學、天體物理學、化學、進化生物學、遺傳學、數學的系列講座。